# Dream, Tiresias!
Dream, Tiresias! — тринадцатый студийный альбом немецкой группы Project Pitchfork, выпущен в 2009 году в нескольких форматах, включая лимитированную двухдисковую версию. На песню «Feel!» был выпущен одноимённый сингл в поддержку альбома.

## Список композиций
1. «If I Could» — 5:53 (Если бы я мог)
2. «Nasty Habit» — 5:49 (Вредная привычка)
3. «The Tide» — 5:54
4. «Promises» — 6:16 (Обещания)
5. «An End» — 5:21 (Конец)
6. «Your God» — 5:32 (Твой Бог)
7. «Feel!» — 6:46 (Чувствуй!)
8. «Full Of Life» — 5:38 (Полный жизни)
9. «Darkness» — 5:31 (Тьма)
10. «Passion» — 7:52
11. «Feel! ([:SITD:] Remix)»* — 4:36
12. «Feel! (Remixed By Noisuf-X)»* — 5:35
13. «Feel! (Die Krupps Remix)»* — 5:57

* бонусные треки в издании Trisol

### Бонусный диск лимитированного издания
1. Despise — 3:54 (Презирать)
2. One Million Faces (RMX) — 7:30 (Один миллион лиц)
3. Last Dream — 4:38 (Последнее желание)

## Интересные факты
- Каждая песня альбома, исключая бонусные треки, содержит небольшие вступления — «dreams» (желания)
- «One Million Faces (RMX)» является ремиксом песни с мини-альбома «Wonderland/One Million Faces»